# Zofia Umiastowska-Sawicka
Zofia Umiastowska-Sawicka (ur. 1919, zm. 29 sierpnia 2013) – polski lekarz, prof. dr hab., wieloletni ordynator i kierownik Kliniki Chirurgii Dziecięcej Akademii Medycznej w Krakowie oraz Instytutu Medycyny Klinicznej w Kielcach. Honorowy Członek Polskiego Towarzystwa Chirurgów Dziecięcych. 

## Odznaczenia
- Krzyż Kawalerski Orderu Odrodzenia Polski
- Złoty Krzyż Zasługi